# I Wanna Be Your Lover
Pour les articles homonymes, voir I Wanna Be.
Singles de Prince
Just as Long as We're Together
(1978) Why You Wanna Treat Me So Bad?
(1980)
I Wanna Be Your Lover est une chanson de Prince parue sur son second album studio Prince en 1979. Ce fut le premier succès d'un single de Prince, de la diffusion du titre à la radio aux charts. La chanson s'est classée à la première position au Hot Soul Singles le 22 septembre 1979 et est restée 23 semaines dans les charts. Quant au Billboard Hot 100, le single s'est classé à la 11e position le 24 novembre 1979 et est resté 16 semaines dans ce classement.
La Face-B du single aux États-Unis comporte un titre de son précèdent album For You, My Love Is Forever. Au Royaume-Uni, un autre titre du même album est utilisé, Just as Long as We're Together. Premier single de Prince au Royaume-Uni. Le single I Wanna Be Your Lover / Sexy Dancer a atteint la seconde position au Hot Dance Club Songs.
Il existe deux versions du vidéo clip pour le single. La version principale est une vidéo avec Prince portant une chemise léopard avec un jeans en train de chanter seul dans un fond noir avec seulement un micro. Divers plans montrent Prince jouant les instruments lui-même.
L'autre vidéo, qui ne figure pas sur la collection vidéo The Hits Collection, montre Prince et les membres du groupe à l'époque dans un bronzage peint de la pièce. La vidéo a été retirée à cause des vêtements minuscules.

## Liste des titres

### Vinyle 7"
| A. | I Wanna Be Your Lover          | 2:57 |
| B. | Why You Wanna Treat Me So Bad? | 3:49 |

| A. | I Wanna Be Your Lover | 2:57 |
| B. | My Love Is Forever    | 4:08 |

| A. | I Wanna Be Your Lover                 | 5:47 |
| B. | Just as Long as We're Together (edit) | 3:25 |

### Vinyle 12"
| A. | I Wanna Be Your Lover | 5:47 |
| B. | I Wanna Be Your Lover | 2:57 |

| A. | I Wanna Be Your Lover          | 5:47 |
| B. | Just as Long as We're Together | 6:24 |

## Charts
| Pays             | Chart                 | Meilleure position | Total semaine | Réf   |
| ---------------- | --------------------- | ------------------ | ------------- | ----- |
| États-Unis       | Billboard Hot 100     | 6                  | 23            | [ 2 ] |
| États-Unis       | Hot R&B/Hip-Hop Songs | 1                  | 16            | [ 2 ] |
| États-Unis       | Hot Dance Club Songs  | 2                  |               | [ 3 ] |
| Royaume-Uni      | UK Singles Chart      | 41                 | 3             | [ 4 ] |
| Nouvelle-Zélande | RIANZ                 | 3                  | 17            | [ 5 ] |